# معتز أكجه
معتز عبد الله أكجه مواليد 15 فبراير 1998 في السعودية، هو لاعب كرة قدم سعودي يلعب لنادي أبها.
مثل نادي الوحدة ونادي جدة ونادي القيصومة ونادي أبها.